# Riedenzhofen
Riedenzhofen ist ein Gemeindeteil der Gemeinde Röhrmoos im oberbayerischen Landkreis Dachau.

## Lage
Das Kirchdorf liegt etwa 1 km nördlich des Kernortes Röhrmoos an der Kreisstraße DAH 10. Östlich entspringen einige Quellbäche des Laffgrabens, eines Quellbaches der Amper.

## Geschichte
Riedenzhofen wurde urkundlich gesichert erstmals im Jahr 856 als „Hruodineshofen“ erwähnt. Die Urkunde beschreibt ein Tauschgeschäft zwischen dem Freisinger Bischof Anno und dem Edlen Cotafrid. Der Historiker Karl Meichelbeck nannte 1724 als Erstnennung das Jahr 784, das ist jedoch nicht gesichert.
Ca. 1 km nördlich verlief eine um 130 n. Chr. erbaute Römerstraße, daher wird angenommen, dass in dieser Gegend schon wesentlich früher Menschen lebten. In einem nahen Wald wurden mehrere Hügelgräber aus der Bronzezeit (ca. 1800 v. Chr.) entdeckt.
Zwischen 1809 und 1960 hat sich der Ort nicht wesentlich verändert. Erst danach setzte Siedlungstätigkeit ein, wozu der nahe S-Bahnhof beitrug. Auch heute wird noch relativ viel Landwirtschaft betrieben.
Riedenzhofen gehörte bereits vor der Gebietsreform in Bayern zur Gemeinde Röhrmoos.

## Baudenkmäler
In der Liste der Baudenkmäler in Röhrmoos ist für Riedenzhofen ein Baudenkmal aufgeführt:
- Die katholische Filialkirche St. Lantpert ist ein lisenengegliederter Saalbau mit eingezogenem, dreiseitig geschlossenem Chor. Der Turm mit Oktogon und Zwiebelhaube befindet sich im südlichen Winkel. Chor und Turm sind spätgotisch, das Langhaus stammt aus den Jahren 1720/21.